# Dernière Danse (film, 1996)
Pour les articles homonymes, voir Dernière danse et Last Dance.
Pour plus de détails, voir Fiche technique et Distribution.
Dernière Danse (Last Dance), ou La Dernière Danse au Québec, est un film américain réalisé par Bruce Beresford, sorti en 1996.

## Synopsis
Cindy Liggett (Sharon Stone) est condamnée à mort à la suite d'un procès qui a eu lieu 12 ans auparavant, pour avoir commis un meurtre de sang froid.  C'est ce qui est inscrit dans son dossier.  Un jeune avocat à la commission des grâces, Rick Hayes (Rob Morrow), découvre en consultant le dossier et en rencontrant Cindy, qu'elle n'est plus la même femme que celle qu'on s'apprête à exécuter, et ce sans oublier l'horreur du crime qu'elle a commis.  Un lien très fort se développe entre l'avocat et la condamnée et il se bat pour obtenir sa grâce.

## Fiche technique
- Titre : Dernière Danse
- Titre québécois : La Dernière Danse
- Titre original : Last Dance
- Réalisation : Bruce Beresford
- Scénario : Ron Koslow et Steven Haft
- Production : Chuck Binder, Steven Haft et Richard Luke Rothschild
- Société de production : Touchstone Pictures
- Musique : Mark Isham
- Photographie : Peter James
- Montage : John Bloom
- Pays d'origine :  États-Unis
- Format : Couleurs - Dolby Digital
- Genre : Drame et thriller
- Durée : 103 minutes
- Dates de sortie en salles : 
  - États-Unis : 3 mai 1996
  - France : 28 août 1996

## Distribution
- Sharon Stone (VF : Micky Sébastian, VQ : Anne Dorval) : Cindy Liggett
- Rob Morrow (VQ : Sébastien Dhavernas) : Rick Hayes
- Randy Quaid (VQ : Pierre Auger) : Sam Burns
- Peter Gallagher (VQ : Luis de Cespedes) : John Hayes
- Jack Thompson (VQ : Jean-Marie Moncelet) : Le Gouverneur
- Jayne Brook (VQ : Anne Bédard) : Jill
- Pamala Tyson (VQ : Linda Roy) : Linda
- Skeet Ulrich (VQ : François Godin) : Billy, le frère de Cindy
- Don Harvey : Doug
- Charles S. Dutton (VF : Jean-Michel Martial) : John Henry Reese

Source et légende : Version québécoise (V.Q.) sur Doublage Québec.